# Premio Nacional de Historia de Chile
El Premio Nacional de Historia se instauró en Chile en el año 1974 para la difusión y reconocimiento de las personas que hayan hecho grandes aportes a la historiografía nacional. Forma parte de los Premios Nacionales de Chile.
Se concede el galardón cada dos años, recibiendo el premiado una suma de dinero, en la actualidad son $ 13 186 565 entregados por una sola vez, y una pensión vitalicia equivalente a 20 UTM.
La gran mayoría de los galardonados son gente que ha dedicado su vida a la docencia y a la investigación, siendo los casos más conocidos los de Mario Góngora, Rolando Mellafe Rojas, Sergio Villalobos y Fernando Campos Harriet aunque también se le ha entregado a gente que son historiadores con aportes en ciencias auxiliares como la genealogía, cual es el caso del ingeniero agrónomo Juan Luis Espejo.

## Lista de galardonados
| Año  | Fotografía           | Galardonado                         | Especialidad | Principales obras |
| ---- | -------------------- | ----------------------------------- | --- | --- |
| 1974 |                      | Eugenio Pereira Salas (1904-1979)   | Historia de la cultura chilena en el período colonial.                                                                           | Los orígenes del arte musical en Chile Apuntes para la historia de la cocina chilena |
| 1976 |                      | Mario Góngora (1915-1985)           | Historia colonial, historia social e historia de las ideas.                                                                      | Encomenderos y estancieros: estudios acerca de la constitución social aristocrática de Chile después de la conquista, 1580-1660 Ensayo histórico sobre la noción del Estado de Chile en los siglos XIX y XX                                                                                                  |
| 1978 |                      | Juan Luis Espejo (1887-1983)        | Genealogía de las primeras familias en Chile.                                                                                    | Nobiliario de la antigua capitanía general de Chile |
| 1980 |                      | Néstor Meza (1913-1993)             | Historia política y económica del período de la Conquista de Chile y de la Colonia.                                              | La conciencia política chilena durante la Monarquía Estudios sobre la conquista de América |
| 1982 |                      | Ricardo Krebs (1918-2011)           | Historia universal de Occidente.                                                                                                 | La Revolución Francesa y Chile La monarquía absoluta de Europa: el desarrollo del Estado moderno en los siglos XVI, XVII y XVIII. |
| 1984 |                      | Gabriel Guarda (1928-2020)          | Historia del Chile colonial e Historia de la Arquitectura en Chile.                                                              | Historia urbana del Reino de Chile Iglesias de Chiloé |
| 1986 |                      | Rolando Mellafe Rojas (1929-1995)   | Demografía histórica y el tema de la esclavitud en Chile.                                                                        | La esclavitud en Hispanoamérica Demografía histórica en América Latina |
| 1988 |                      | Fernando Campos Harriet (1910-2003) | Historia jurídica de Chile e Historia del Chile colonial.                                                                        | Historia constitucional de Chile Historia de Concepción |
| 1990 |                      | Álvaro Jara (1923-1998)             | Historia económica y social de Chile, en el período de la Conquista.                                                             | Guerra y sociedad en Chile |
| 1992 |                      | Sergio Villalobos (1930-)           | Historia colonial y contemporánea de Chile.                                                                                      | Portales: una falsificación histórica Chile y su historia |
| 1994 |                      | Mario Orellana (1930-2021)          | Prehistoria de Chile y Arqueología chilena.                                                                                      | Prehistoria y Etnología de Chile Historia de la Arqueología de Chile |
| 1996 |                      | Walter Hanisch (1916-2001)          | Historia religiosa y filosófica de Chile.                                                                                        | Itinerario y pensamiento de los jesuitas expulsos de Chile: 1767-1815. Historia de la Compañía de Jesús en Chile (1593-1955) |
| 1998 |                      | José Armando de Ramón (1927-2004)   | Historia colonial, biográfica, económica y urbana de Chile.                                                                      | Santiago de Chile (1541-1991): Historia de una sociedad urbana Historia de Chile: Desde la invasión incaica hasta nuestros días (1500-2000) |
| 2000 |                      | Mateo Martinic (1931-)              | Historia general de la región de Magallanes y de la Antártica Chilena.                                                           | Historia de la Región Magallánica |
| 2002 |                      | Lautaro Núñez Atencio (1938-)       | Historia cultural, arqueológica y antropológica del Norte Grande.                                                                | La Tirana de Tamarugal: del misterio al sacramento Cultura y conflicto en los oasis de San Pedro de Atacama |
| 2004 |                      | Jorge Hidalgo (1942-)               | Historia arqueológica, antropológica y etnográfica de los pueblos andinos en Chile.                                              | Historia andina de Chile (Tomos I y II) |
| 2006 |                      | Gabriel Salazar (1936-)             | Historia económica, social y contemporánea de Chile, clases populares y contingencia nacional.                                   | Historia de la acumulación capitalista en Chile Labradores, peones y proletarios: Formación y crisis de la sociedad popular chilena en el siglo XIX Mercaderes, empresarios y capitalistas (Chile, siglo XIX)                                                                                                |
| 2008 |                      | Eduardo Cavieres (1945-2021)        | Historia económica en el Chile colonial e historia social de los pueblos andinos.                                                | El comercio chileno en la Economía-Mundo colonial Chile-Perú. La historia y la escuela. Conflictos nacionales, percepciones sociales |
| 2010 |                      | Bernardino Bravo Lira (1938-)       | Historia del Derecho e historia de las instituciones nacionales.                                                                 | Por la razón o la fuerza: el Estado de Derecho en la historia de Chile |
| 2012 |                      | Jorge Pinto Rodríguez (1944-)       | Historia colonial, social y fronteriza.                                                                                          | La formación del Estado y la nación y el pueblo mapuche. De la inclusión a la exclusión |
| 2014 |                      | Sergio González Miranda (1954-)     | Historia de los pueblos altiplánicos y las relaciones fronterizas entre Chile, Perú y Bolivia.                                   | Hombres y mujeres de la pampa. Tarapacá en el ciclo del salitre La historia que nos unen. Episodios positivos de las relaciones peruano-chilenas, siglo XIX y XX |
| 2016 |                      | Julio Pinto Vallejos (1956-)        | Historia económica de Chile en el siglo XIX e historia de la industria minera y salitrera en Chile.                              | Trabajos y rebeldías en la pampa salitrera: el ciclo del salitre y la reconfiguración de las identidades populares (1850-1900) Desgarros y utopías en la pampa salitrera: la consolidación de la identidad obrera en tiempos de la cuestión social                                                           |
| 2018 |                      | Sol Serrano (1954-)                 | Historia política y educacional en Chile en los siglos XIX y XX.                                                                 | ¿Qué hacer con Dios en la República? Política y secularización en Chile, 1845-1885 Historia de la educación en Chile (1810-2010). (Tomos I y II) |
| 2020 |                      | Iván Jaksic (1954-)                 | Historia de la filosofía chilena y monográficos sobre Andrés Bello y su aporte.                                                  | Rebeldes académicos: La filosofía chilena desde la independencia hasta 1989 Andrés Bello: la pasión por el orden |
| 2022 | Rafael Sagredo Baeza | Rafael Sagredo Baeza (1959-)        | Historia Cultural, Historia de las Mentalidades, Historia de la Vida Privada e Historia de la Ciencia en Chile y América Latina. | Vapor al norte, tren al sur. El viaje presidencial como práctica política en Chile. Siglo XIX (2001) La gira del presidente Balmaceda al norte. El inicio del “crudo y riguroso invierno de su quinquenio” (2001) Codirector de la Historia de la Vida Privada en Chile (2005-2007) junto a Cristián Gazmuri |
| 2024 |                      | César Ross (1962-)                  | Historia económica, Historia de las relaciones económicas internacionales.                                                       | Poder, Mercado y Estado: Los bancos en Chile en el siglo XIX (2003). Chile y Japón, 1973-1989: de la incertidumbre a la alianza estratégica (2007). Chile and Asia. Essays on the History of International Affairs (2023).                                                                                   |

## Candidatos al Premio
Algunos de los historiadores que han sido candidatos al premio:
- Armando Cartes Montory.[28]
- Ana María Stuven.[29]
- María Angélica Illanes.[30]
- Gonzalo Vial Correa[31][Según La Segunda, fue patrocinado por Patricia Arancibia Clavel y Ricardo Krebs[32]].
- Bernardo Arriaza.[33]
- Victoria Castro (arqueóloga).[33]
- Luz María Méndez[34].
- Miguel Rojas Mix.[32]
- José Bengoa.[35]
- Joaquín Fermandois.[35]
- Marcial Sánchez.[35]